# Kronika Wiosen i Jesieni
Kronika Wiosen i Jesieni (chiń. 春秋; pinyin Chūnqiū, niekiedy nazywana także chiń. trad. 麟經; pinyin Línjīng) – oficjalna kronika państwa Lu obejmująca lata 722–481 p.n.e., najwcześniejszy z zachowanych chińskich tekstów mających postać rocznika opisującego wydarzenia historyczne.
Tekst Kroniki jest niezwykle lakoniczny i liczy zaledwie 16 tysięcy znaków. Oznacza to, że żeby pojąć sens opisywanych wydarzeń niezbędna jest lektura Kroniki łącznie ze starożytnymi komentarzami, z których za najważniejszy uznawany jest Zuozhuan.
Ponieważ tradycyjnie jej redakcję przypisywano Konfucjuszowi, została ona zaliczona do pięciu najważniejszych ksiąg konfucjańskich. Obecnie jednak większość badaczy sądzi, że Konfucjusz miał co najwyżej niewielki wpływ na kształtowanie się jej tekstu, a autorami byli różni anonimowi kronikarze z państwa Lu.

## Treść i struktura
W starożytnych Chinach wyrażenie „wiosny i jesienie” było powszechnie stosowaną metonimią na oznaczenie roku jako całości i było stosowane jako tytuł kronik różnych ówczesnych chińskich państw. Np. rozdział „Oczywistość istnienia duchów” w traktacie Mozi wymienia „Kroniki Wiosen i Jesieni” państw Zhou, Yan, Song i Qi. Ze wszystkich tych kronik przetrwała jedynie kronika państwa Lu.
Zakres opisywanych wydarzeń jest stosunkowo wąski i obejmuje przede wszystkim stosunki dyplomatyczne pomiędzy feudalnymi państwami, sojusze i działania wojenne, oraz narodziny i śmierć członków rodzin panujących. Odnotowane są także klęski żywiołowe: powodzie, trzęsienia ziemi, plagi szarańczy i zaćmienia słońca, ponieważ ich występowanie było uważane za przejawy działania Niebios.
Poszczególne wydarzenia są zapisane w kolejności chronologicznej i datowane według lat panowania kolejnych książąt Lu, pory roku, miesiąca i dnia. Struktura rocznika zachowana jest w ścisły formalny sposób, do tego stopnia, że wymienione jest wystąpienie kolejnych pór roku, nawet jeśli w danym czasie nie zanotowano żadnych zdarzeń.
Styl jest zwięzły i bezosobowy, i nie daje żadnych wskazówek odnośnie do autorstwa.